# Pellaea breweri
Pellaea breweri là một loài dương xỉ trong họ Pteridaceae. Loài này được D.C. Eaton mô tả khoa học đầu tiên năm 1865.

## Hình ảnh

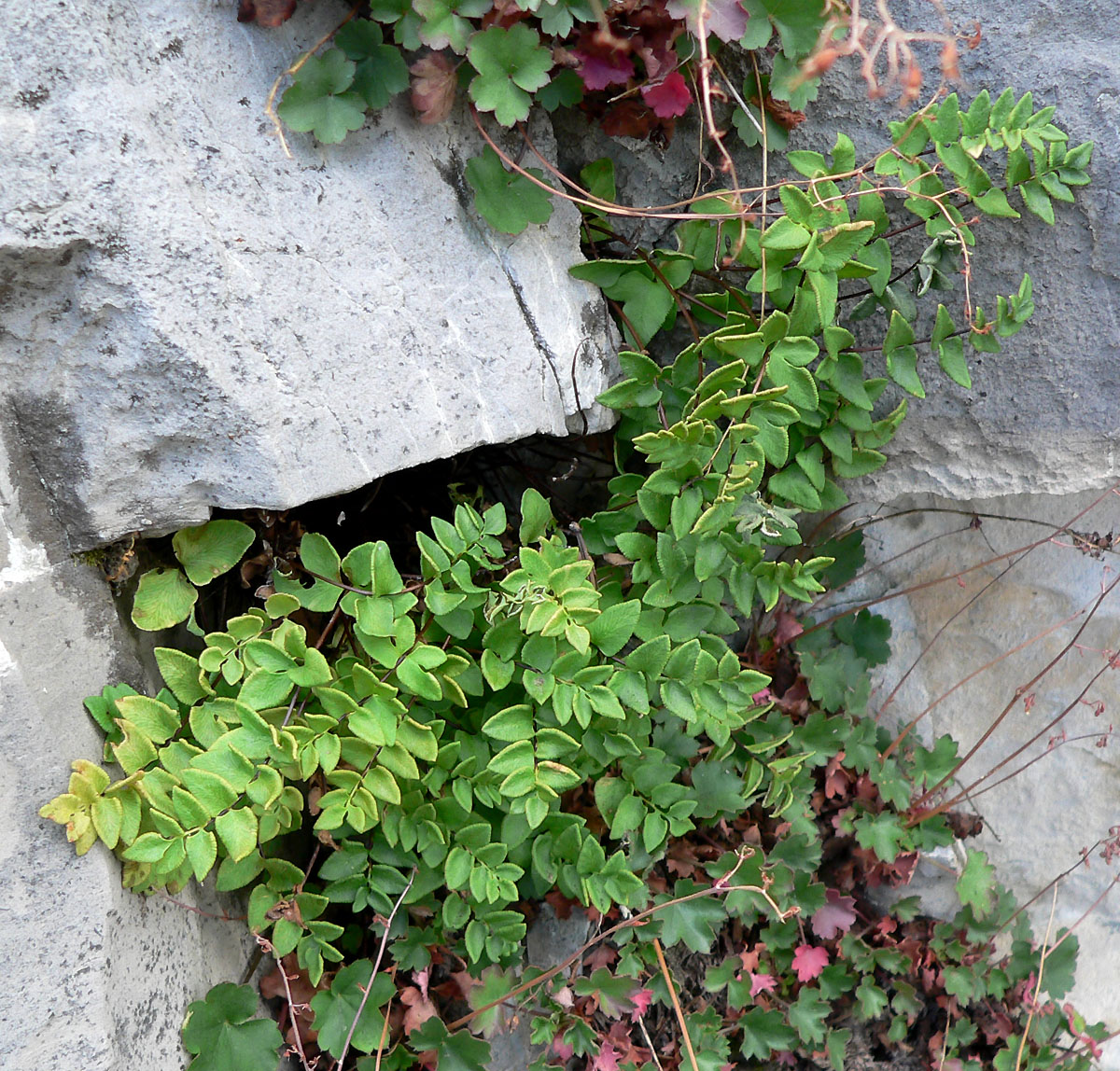